# Jaime Martins Barata
Jaime Martins Barata (* 1899; † 15. Mai 1970 in Lissabon) war ein portugiesischer Designer und Medailleur.

## Leben
Jaime Martins Barata wurde schon in frühem Kindesalter Halbwaise und wurde von seiner Mutter mit großen finanziellen Opfern zusammen mit seinem Bruder durch die Oberschule gebracht. Später konnte er seine Studien in Lissabon fortsetzen. Zunächst machte er an der Lisaboa Escola Normal Superior eine Ausbildung zum Mathematiklehrer. Eine Zeitlang studierte er Wirtschaftswissenschaften an der Lisaboa Escola Superior de Comércio fand aber doch den Weg zurück zum Schullehrer. Von 1922 bis 1947 unterrichtete er Kunst und Mathematik an einigen führenden Lissabonner Gymnasien.
Jaime Martins Barata hat schon als Teenager mit Wasserfarben gemalt. Während seines Studiums hielt er in Lissabon Kontakt zu Künstlern, Malern, Bildhauern, Architekten. Er selbst blieb Amateur-Wasserfarbenmaler.
Dann folgte eine Zeit der nebenberuflichen Tätigkeit als Künstler: Illustrator von Magazinen, Photojournalist, Dokumentationen.  1940 begann seine Arbeit als Monumentalmaler zur Illustration der portugiesischen Geschichte und er wurde von der portugiesischen Post eingeladen eine Briefmarke zu entwerfen für die World Expo 1940 in Portugal.
1947 erhielt er dann die Position als Kunstberater für die Post. Er behielt diese Anstellung bis zu seiner Pensionierung.
Er verstarb in Lissabon am 15. Mai 1970.

## Werke
- Eine Vielzahl von Briefmarken und Münzen.
- Die 20-Escudos-Sondermünze 1966 zur Eröffnung der Salazar-Brücke über den Hafen von Lissabon (hier abgebildet).

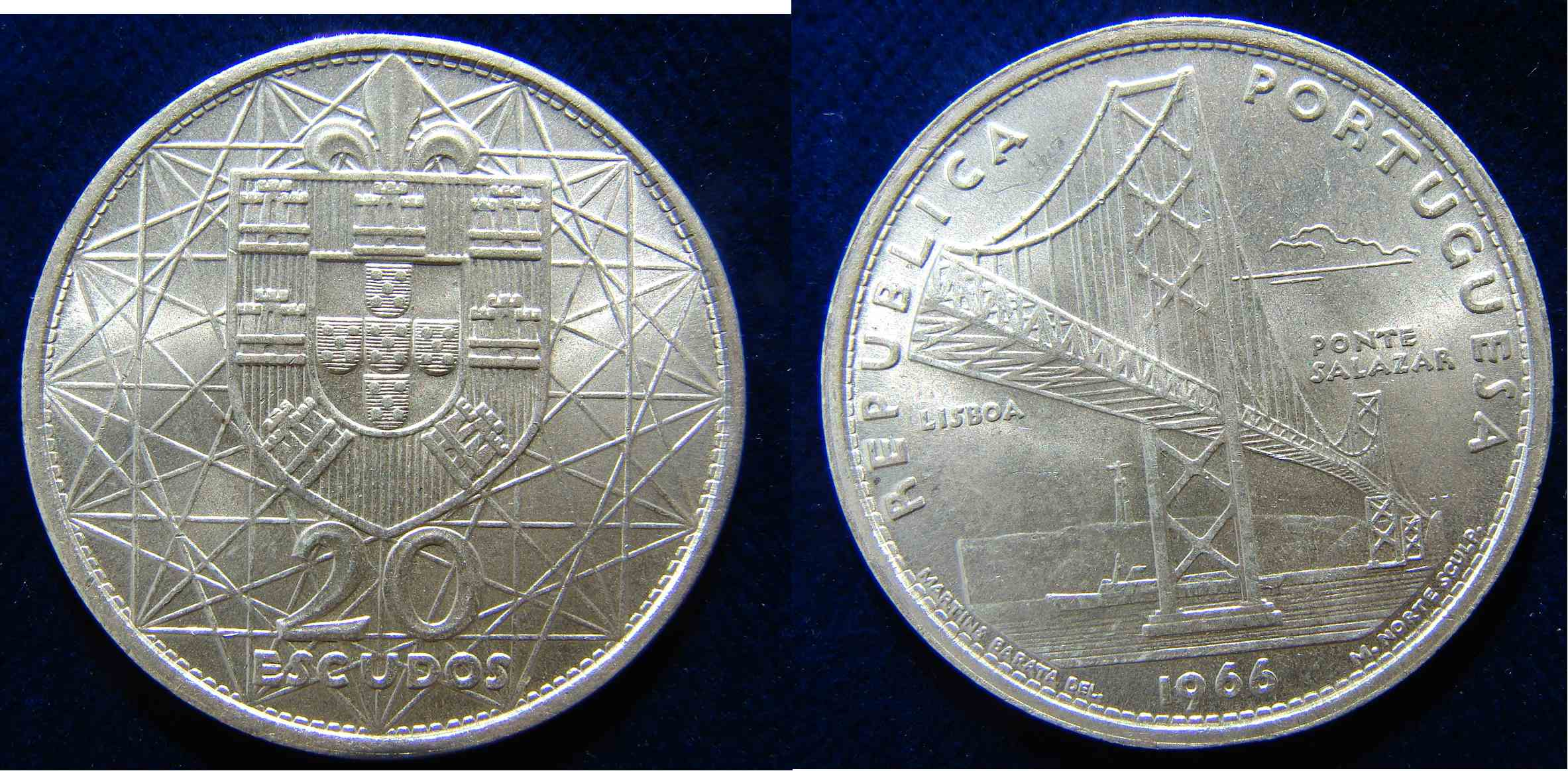
Silbermünze 20 Escudos 1966 Lissabon Ponte Salazar

- Monumentalgemälde und Wandmalereien meist für öffentliche Gebäude in Portugal.